# Dodonaea biloba
Dodonaea biloba J.G.West  är en kinesträdsväxtart som ingår i släktet Dodonaea och familjen kinesträdsväxter. 
Inga underarter finns listade i Catalogue of Life.